# Unfair World
「Unfair World」（アンフェア・ワールド）は、三代目 J Soul Brothers from EXILE TRIBEの通算19枚目のシングルである。2015年9月2日にrhythm zoneから発売された。

## 概要
- 「CD+DVD」「CDのみ」「ワンコインCD」の3形態での発売。
- 表題曲「Unfair World」のミュージックビデオは、映画監督の紀里谷和明が監督を務めた。ミュージックビデオにはモデルの浦浜アリサ、E-girlsの石井杏奈が出演している[5]。
- 「Unfair World」は、第57回日本レコード大賞の大賞を受賞。史上7組目となる2年連続の受賞となった[6]。
- 映画監督の河瀨直美が、「Unfair World」の世界観を映像化した『CINEMA FIGHTERS』第1弾・短編映画『パラレルワールド』を製作。主演は山田孝之、ヒロインは石井杏奈[7]。

## 収録内容

### CD
1. Unfair World [5:24]
作詞：小竹正人、作曲・編曲：Mitsu.J
  - 映画『アンフェア the end』主題歌[8]。
  - エースコック『スーパーカップ』CMソング[9]。
2. Unfair World -Unplugged Version- [5:34]
作詞：小竹正人、作曲：Mitsu.J、編曲：中村康就
  - 表題曲の別バージョン。
3. BURNING UP –PKCZ® REMIX- [3:54]
作詞：bag o'pound、作曲：SMIDI・SIRIUS
  - EXILE TRIBEの2ndシングルのリミックスバージョン。
4. Unfair World（Instrumental）

### DVD
1. Unfair World（Music Video）

## 収録アルバム
| 収録アルバム          | 楽曲         | 曲順 |
| --------------------- | ------------ | ---- |
| THE JSB LEGACY        | Unfair World | 6    |
| THE JSB WORLD(DISC-3) | Unfair World | 7    |